# Ancien domaine de Lachaise
L'ancien domaine de Lachaise est une ancienne maison de campagne ou chartreuse construite au XVIIIe siècle. Ayant connu de nombreuses vies, le bâtiment est maintenant le seul reste des maisons de campagne de l'époque, enserré dans une papeterie à l'intérieur d'une zone industrielle. Le domaine est situé à Bègles en France. Le site est classé monument historique depuis 2009,.

## Localisation
Le bâtiment est idéalement placé pour une maison de campagne bourgeoise. En bord de Garonne, dans une région qui, à l'époque, était très rurale mais proche de Bordeaux, la chartreuse est située dans la commune de Bègles en Gironde.

## Historique
Le domaine de Lachaise a vu le jour au XVIIIe siècle pour une riche maison de négoce bordelaise. Construit en pierre de taille, le bâtiment est de forme assez simple. Il est composé d'une partie centrale et de deux ailes symétriques lui donnant une forme de "U" avec un jardin central.
Au XXe siècle, la demeure passa aux mains d'un morutier ayant déjà une sécherie de morue sur Bègles. Il décida d'installer sa société dans le domaine de Lachaise.
En suivant, une partie du domaine fut vendue à la société d'aéronautique Nieuport pour y construire une usine d'assemblage d'avions en 1916.
La chartreuse fut ensuite rachetée par l'entreprise de textile Saint Frères dans les années 1920.
Pour finir, le domaine de Lachaise fut finalement racheté par une papeterie en 1929. Depuis ce moment-là, la papeterie changea 5 fois de propriétaire en moins d'un siècle, passant de la Cenpa en 1939 à récemment GH Group en 2022.
Durant toute l'ère industrielle du XXe siècle, l'ancien domaine de Lachaise fut délaissé par les entreprises qui croisèrent son chemin. Ayant subi des rénovations, le bâtiment a quelque peu perdu de son charme. Les murs sont recouverts de ciment, le toit recouvert de matériaux synthétiques et les décorations intérieures ont disparu. Pour préserver et protéger les restes de l'un des rares souvenirs des belles maisons bourgeoises et aristocratiques de l'époque, le bâtiment fut classé monument historique en 2009.